# Christoph Bach
Christoph Bach (ur. 19 kwietnia 1613 w Wechmar, zm. 12 września 1661 w Arnstadt) – drugi syn Johannesa Bacha (pozostali to Johann i Heinrich). Dziadek Johanna Sebastiana Bacha.

## Życiorys
Christoph Bach zdobywał wykształcenie muzyczne – najpierw pod kierunkiem ojca, a później, prawdopodobnie także pod kierunkiem niejakiego Hoffmanna, trębacza miejskiego w Suhl. Około 1633 powrócił do rodzinnego miasta jako muzykant miejski i dworski.
W 1640 Christoph Bach przebywał w saksońskim Prettin, gdzie ożenił się z Marią Magdaleną Grabler, córką miejscowego trębacza miejskiego. Mieli oni trzech synów, którzy byli muzykami:
- Georg Christoph Bach (1642-1697), oraz bliźniacy:
- Johann Ambrosius Bach (1645-1695) – ojciec Johanna Sebastiana Bacha
- Johann Christoph Bach (1645-1693)

W latach 1642–1652 Christoph Bach był muzykantem miejskim w Erfurcie. Mieszkając w tym mieście dał początek erfurckiej gałęzi rodziny Bachów – w 1793 w księgach parafialnych miejscowego Kaufmannskirche odnotowano ponad 60 chrztów, ślubów i pogrzebów erfurckiej gałęzi tej rodziny.
W 1654 Christoph Bach udał się do Arnstadt, gdzie również dostał posadę muzykanta miejskiego, a także dworskiego. W mieście tym spędził resztę życia. Jego ewentualne kompozycje nie zachowały się.